# Moving in Stereo
Moving in Stereo (с англ. — «Двигаюсь в Стерео») — песня американской рок-группы The Cars, восьмой трек с альбома The Cars. Она была написана в соавторстве Риком Окасеком и клавишником группы Грегом Хоуксом, а спета басистом Бенджамином Орром.

## О песне
Хотя «Moving in Stereo» и не была выпущена как сингл, она транслировалась на AOR радиостанциях Соединённых Штатов, часто в сочетании с песней «All Mixed Up», к которой она переходит на альбоме. Песня продолжает транслироваться на классических рок-радиостанциях.
Дональд А. Гуариско из AllMusic описал песню как «один из лучших экспериментальных песен The Cars», отметив, что она «звучит как Roxy Music новой волны эпохи Ино».
Демо-версия, записанная в 1977 году, с участием только Окасека и Хоукса, была выпущена на The Cars: Deluxe Edition в 1999 году.

## Кавер версии
- Fu Manchu на их десятом студийном альбоме We Must Obey.
- Byzantine на их альбоме 2017 года The Cicada Tree[4].

## Другие версии
Инструментальная часть «Moving in Stereo» была широко использована в художественном фильме 1982 года «Весёлые времена в школе Риджмонт», в котором она сопровождает фантазию персонажа Рейнхолда о том, как героиня Фиби Кейтс снимает бикини, обнимая его. Хотя песня была популяризирована в фильме, она не была включена в альбом саундтреков.

## Участники записи
- Рик Окасек — ритм-гитара, бэк-вокал
- Бенджамин Орр — бас-гитара, вокал
- Эллиот Истон — соло-гитара, бэк-вокал
- Дэвид Робинсон — ударные, перкуссия, бэк-вокал
- Грег Хоукс — клавишные, перкуссия, бэк-вокал